# Presidenti del Camerun
I presidenti del Camerun dal 1960 (data di indipendenza dalla Francia dell'allora Camerun francese) ad oggi sono i seguenti.
Nel 1961 al Paese si è unito l'allora Camerun britannico, o Camerun Occidentale (salvo l'area settentrionale, che aderì alla Nigeria), ricomponendo così l'unità nazionale venuta meno con lo smembramento del Camerun tedesco compiuto nel 1922.

## Lista
| Presidente | Presidente | Presidente     | Partito                                                                      | Elezione                                 | Mandato         | Mandato         |
| Presidente | Presidente | Presidente     | Partito                                                                      | Elezione                                 | Inizio          | Fine            |
| ---------- | ---------- | -------------- | ---------------------------------------------------------------------------- | ---------------------------------------- | --------------- | --------------- |
|            |            | Ahmadou Ahidjo | Unione Camerunese (fino al 1966) Unione Nazionale Camerunese (dal 1966)      | 1965, 1970, 1975, 1980                   | 1º gennaio 1960 | 6 novembre 1982 |
|            |            | Paul Biya      | Unione Nazionale Camerunese/Raggruppamento Democratico del Popolo Camerunese | 1984, 1988, 1992, 1997, 2004, 2011, 2018 | 6 novembre 1982 | in carica       |